# Premierzy Beczuany
Premierzy Beczuany – jedyna osobą pełniącą urząd premiera Beczuany był Seretse Khama, pełniący swój urząd w latach 1965-1966. W dniu 30 września 1966 roku Beczuana uzyskała niepodległość jako Botswana. Od tego czasu głową państwa jest prezydent, będący jednocześnie szefem rządu. Tym samym stanowisko premiera zostało zniesione.

## Lista premierów Beczuany
- Seretse Khama (3 marca 1965 - 30 września 1966)